# モハメド・サイフラ・オザキ
モハメド・サイフラ・オザキ（Mohammad Saifullah Ozaki、1982年 - ）は、日本の経済学者、元立命館大学准教授。ISIL所属のテロリスト。出生名はサジト・チャンドラ・デブナット（Sajit Chandra Debnath）。

## 学者としての経歴
1982年、バングラデシュのナビナガルのヒンドゥー教家庭に生まれ、2002年10月から日本に留学。日本でイスラム教に改宗した後、日本人女性と結婚、日本国籍を取得しモハメド・サイフラ・オザキを名乗るようになった。
2006年3月、立命館アジア太平洋大学アジア太平洋マネジメント学部アジア太平洋マネジメント専攻卒業。2008年3月立命館アジア太平洋大学大学院アジア太平洋研究科国際協力政策専攻（国際行政）修了。2010年3月九州大学イノベーション人材育成センター博士後期課程在籍学生下期コース経営学専攻博士後期課程在籍学生下期コース修了。2011年3月立命館アジア太平洋大学大学院アジア太平洋研究科博士後期課程修了。
2009年3月から9月まで岩田学園非常勤講師。2009年12月から2010年3月までシャープ株式会社情報システム事業本部共同研究者。2010年12月から2011年2月まで大分大学経済学部非常勤講師。2011年3月、九州大学大学院経済学府非常勤講師（集中講義）。2011年4月から立命館大学助教。2015年4月から2016年1月まで同准教授。3月、長期無断欠勤を理由に立命館大学を解雇される。
2017年にバングラデシュ紙は、オザキはイスラム過激派組織『イスラム国』バングラデシュ支部の指導者であり、2016年にイスラム国機関紙『ダービク』でバングラデシュ支部指導者アブーイブラヒーム・ハニーフとしてインタビュー記事が掲載されているのはオザキである、と報じた。同紙はまた、オザキの指導者任命に関与した人物の1人として、オザキの師匠でもある日本人イスラム教徒の実名を挙げている。

## テロ実行犯としての生活
2015年に日本人の妻と子供達とともに日本からブルガリア経由でシリア入りし、オザキはイスラム国に合流した。その後、バングラデシュ支部の指導者となったオザキはテロ攻撃のための組織作りに着手。実行メンバーをリクルートし、リーダーを指名、2015年9月にはダッカでイタリア人を殺害するという最初の作戦を実行。10月3日にはバングラデシュ北西部のランプルで農業に従事していた66歳の日本人男性が三輪自転車タクシー「リキシャ」に乗っていたところを、バイクに乗った3人組に銃撃され死亡した事件に関与したとされる。
2016年7月1日にダッカで日本人7人を含む22人が死亡したレストラン襲撃人質テロ事件では実行犯らを過激派に勧誘した疑いがある。

## 逮捕後の生活
2019年5月20日、オザキがシリアからイラク北部の都市スレイマニヤにある刑務所に移送された、とメディアが報じた。バングラデシュ当局によると、オザキはシリアにおけるISIL最後の拠点バーグーズで拘束されたバングラデシュ人戦闘員9人のうちの1人であり、彼自身は同年3月15日クルド人対テロ部隊に投降した。
オザキの妻及び子供のうち2人は空爆で亡くなっていたが、存命の子供3人はオザキ逮捕時に保護され、邦人保護の観点から2019年5月18日に日本へ迎え入れられた。

## 著作
- "Developing Competitive Scientific Infrastructure for Knowledge-based Economies in Southeast Asia: A Comparative Study of Malaysia and Singapore" 立命館研究庫出版 2009年 https://www.ritsumei.ac.jp/ir/isaru/assets/file/raris/raris-08-02_Debnath_Yokoyama.pdf
- "The East Asian Knowledge-based Economies" 大学教育出版 2014年 ISBN 978-4-86429-205-4
- "The potential of zakat scheme as an alternative of microcredit to alleviate poverty in Bangladesh" 立命館研究庫出版 2015年 https://www.ritsumei.ac.jp/ir/isaru/assets/file/raris/raris-14-01_DEBNATH.pdf
- "Environmental Regulations Become Restriction or a Cause for Innovation – A Case Study of Toyota Prius and Nissan Leaf" ScienceDirect 2015年 https://www.sciencedirect.com/science/article/pii/S1877042815038392